# 11225 Borden
11225 Borden è un asteroide della fascia principale. Scoperto nel 1999, presenta un'orbita caratterizzata da un semiasse maggiore pari a 2,3661575 UA e da un'eccentricità di 0,1089945, inclinata di 4,24290° rispetto all'eclittica.
L'asteroide è dedicato a Timothy Calvin Borden, studente finalista nel 2002 all'Intel International Science and Engineering Fair.